# 千禧年大獎難題
千禧年大獎難題（英語：Millennium Prize Problems）是七條由美國的克雷數學研究所（Clay Mathematics Institute）於2000年5月24日公佈的數學難題，解题总奖金700万美元。根據克雷數學研究所制定的規則，這系列挑戰不限時間，題解必須發表在知名的國際期刊，並經過各方驗證，只要通過兩年驗證期和专家小组审核，每解破一題可獲獎金100万美元:153-155。
這些難題旨在呼應1900年德國數學家大衛·希爾伯特在巴黎提出的23個歷史性數學難題:xv，經過一百年，约17條難題至少已局部解答。而千禧年大獎難題的破解，極有可能為密碼學、航天、通訊等領域帶來突破性進展。
迄今为止，在七條问题中，庞加莱猜想是唯一已解决的，2003年，俄罗斯数学家格里戈里·佩雷尔曼证明了它的正确性。而其它六道难题仍有待研究者探索。

## 缘起与公佈
2000年5月24日，克雷数学研究所在巴黎的法兰西公学院召开了巴黎千年会议（Paris Millennium Event）。百多年前的1900年，德国数学家大卫·希尔伯特宣佈了希尔伯特的23个问题，地点正是在巴黎举行的第二届国际数学家大会。在二十世纪，对此系列问题的研究极大地推动了数学的发展。出此考虑，克雷数学研究所决定邀请世界上有影响力的数学家参会，并在会上宣佈二十一世纪須解决的七大数学难题。宣佈这些问题前，当天会议首先播放了1930年希尔伯特退休时演讲的录音，包括他的名言：「我们必须知道，我们必将知道。」随后，美国数学家约翰·泰特登台，依如下顺序宣佈了七條问题中的三條：黎曼猜想、贝赫和斯维讷通-戴尔猜想和P/NP问题，并逐一简单介绍。之后是英国数学家迈克尔·阿蒂亚演讲，介绍剩下四题，分别是庞加莱猜想、霍奇猜想、杨-米尔斯存在性与质量间隙和纳维-斯托克斯存在性与光滑性。
这七大难题是由克雷数学研究所的科学顾问委员会（Scientific Advisory Board）在咨询其他顶尖数学家后共同选出。小组有五位国际数学专家，领导者是美国数学家、哈佛大学教授亚瑟·贾菲，此外还包括解决了费马大定理的安德鲁·怀尔斯、法国数学家阿蘭·科納、数学物理学家爱德华·威滕，以及上述提及过的约翰·泰特和迈克尔·阿蒂亚。他们旨在记录当今数学家面对最难的问题，引起大众对数学研究的注意，强调为难题寻找答案的重要性。问题甄选完成后，克雷数学研究所董事会拨款七百万美元，为每條问题设立一百万美元奖金，并写出授奖规则。

## 奖励与规则
總計700萬美元的獎金來源於從事投資基金行業的美國商人蘭登·克雷（Landon T. Clay），作為業餘數學愛好者，他在1999年創立了克雷數學研究所，隨即捐出了這筆款項:1。克雷數學研究所董事會（Board of Directors）將這筆錢設立為千禧年難題的獎金，每題價值一百萬美元。理論上只有該董事會有權授獎。董事會接受研究所科學顧問委員會（Scientific Advisory Board）對得獎人的推薦。
克雷數學研究所規定，任何解題并意在獲獎的研究者，不應把答案直接呈交至研究所，而須先在有國際聲譽的同行評審數學出版物發表完整解答，否則研究所的科學顧問委員會將評定發表方式是否合格。解答須在兩年內獲數學界廣泛接受。若滿足以上條件，科學顧問委員會將成立特別小組以評定獲獎資格，該小組至少有兩位非委員會成員，其中至少一人會完整校驗解答。特別的，對于P/NP问题和纳维-斯托克斯問題，證明或證否皆有獲獎資格。至於其他幾條問題，提出反例亦可獲獎，但若原問題在重構后可以剔除特殊情況而不傷本質，提出者可能只獲得一小筆獎金。此外，若多位數學家對題解做出關鍵貢獻，可由多人分享獎金。

## 已解問題

### 龐加萊猜想

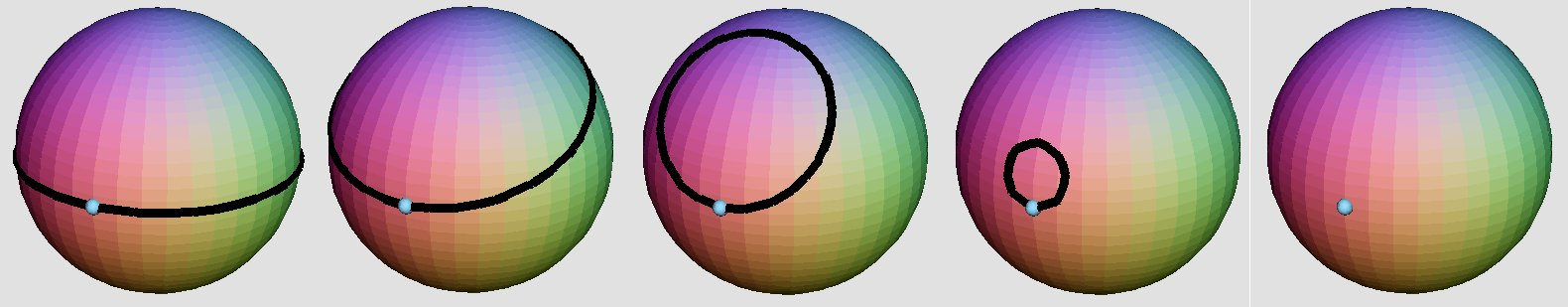
该图展现了一个二维球面上的环收紧到了一个点。

在拓撲學，二維球面是紧致且单连通。通俗地说，意味球面不会无限延伸，并且其上任何闭合的圈都可收紧至一点。庞加莱猜想考虑的是更高维的情况：若闭合三维空间中每条闭曲线都可连续收缩到一点，那么拓扑地看，这空间是否就是球面。它的数学陈述为：一个单连通三维闭流形同胚于三维球面。这猜想是三维流形的分类问题的核心。1962年，斯蒂芬·斯梅爾证明了庞加莱猜想在五维以上的等价结论，四維的情況則在二十年後由證明:192:360，但數學界始終对三维流形束手無策，而人類所处的宇宙是三维流形，更显出问题重要:193。
龐加萊猜想的官方陈述由约翰·米尔诺写出。
2003年，俄罗斯数学家格里戈里·佩雷尔曼在arXiv贴出了完整证明，先后有两篇文章，但文字简略且原创度极强，数学界经过近三年才完成校验。2006年，多组研究者先后发表论文阐释了佩雷尔曼的成果，并认定其无误。由于这一贡献，国际数学家大会决定授予佩雷尔曼菲尔兹奖，但他本人却拒绝领奖。2010年3月18日，千禧年大奖正式颁发给佩雷尔曼，但他又一次拒绝领奖，也包括克雷数学研究所的百万奖金。根据俄罗斯国际文传电讯社的消息，佩雷尔曼认为此奖不公，他相信哥伦比亚大学数学家理查德·哈密顿对这问题的贡献丝毫不逊于自己。

## 未解問題

### 問題

用欧拉图表示P/NP复杂度类的关系。

在理论计算机科学，复杂度类指所有可由确定型图灵机在多项式时间内解决的问题:153，类是所有可在多项式时间内验证解的正确性的问题:157。这里所谓「多项式时间」指的是求解算法运行时间至多是输入规模的多项式函数。粗略说，类问题是可以在计算机上快速求解的问题，而对问题则可快速确定某个可能的解是否正确:161。可以看出类问题也是类问题，而两者是否完全相等便是问题:161，即是否所有類問題都是類問題，擁有多項式時間的求解算法:336。不单是抽象的数学难题；若得以解決，它在运筹学和密码学等應用領域也將有重大影響，此外还被认为有特别的哲学意义。
2001年一项针对100名数学和计算机科学家的调查發現其中61人相信，2012年调查者重复同一问卷發現84%受访者相信，在可能的解决方法上，他们给出了组合数论、逻辑学和代数几何等答案。在研究方面，对问题的重大进展来自1970年代斯蒂芬·库克和列奥尼德·列文的成果，他们证明存在这样一类问题，若能对任意一條NP问题找到多项式时间的求解算法，那么所有问题都是多项式时间可解的。他们将此类命题命名为NP完全问题:336:161。而对难题最近一次引起大量讨论的尝试来自惠普实验室的印度科学家维奈·地奥莱里卡（Vinay Deolalikar）在2010年8月网上發表长达100页的论文，宣称证明了，在计算机科学和数学界的一番讨论和校阅，尼尔·伊莫尔曼等人发现论文有致命错误。
问题的官方陈述由斯蒂芬·库克写出。

### 霍奇猜想
数学的一大分支代数几何的中心研究对象是代数簇，简言之它是由代数方程产生的代数对象，是几何对象的推广，人们所熟知的任何几何对象（如圆）都是一个代数簇，但并非所有代数簇都是几何的、可以直观描绘的。在此猜想中，代数几何学家关心的是非奇异射影代数簇，粗略而言它是一面光滑的多维曲面，由代数方程解定义产生。霍奇猜想所说的是在这种「形状完美」的代数簇上，本可能不是几何对象的霍奇闭链（Hodge cycle）却是由名为代数闭链的几何对象组成的:208。其严谨的数学表述为：在非奇异复射影代数簇上，任何一條霍奇闭链都可以表示为代数闭链类的有理线性组合。诚然，霍奇猜想中的数学名词可说是令人生畏，在七大千年难题中，它也被认为是对非专业人士而言最难理解的一个:9、204。然而霍奇猜想的证明将为代数几何、拓扑学和数学分析三个领域建立一种基本的联系，因此具有重大意义:210。
苏格兰数学家威廉·霍奇在1950年公佈猜想后不久，唐纳德·斯宾塞和小平邦彦就证明了其中一种简单情况。近年来的研究方向分为两支：美国数学家菲利普·格里菲斯等人尝试将这一猜想化约为霍奇类导出的多元可容正规函数（admissible normal function）的奇点（singularities）存在性问题，克莱尔·瓦赞则力图在算术簇上证明霍奇猜想。大体而言，霍奇猜想的证明仍然难见突破，它甚至被称为是漫无边际的猜测:210，暂时没有有力证据表明霍奇的直觉正确:218。
霍奇猜想的官方陈述由皮埃尔·德利涅写出。

### 黎曼猜想

黎曼ζ函數實部與虛部的數值比較圖。

數論分支解析數論的一大研究主题是素數分佈。1740年瑞士數學家歐拉研究了如下用希臘字母{\displaystyle \zeta }命名的函數:41：
{\displaystyle \zeta (s)=\sum _{n=1}^{\infty }n^{-s}={\frac {1}{1^{s}}}+{\frac {1}{2^{s}}}+{\frac {1}{3^{s}}}+\cdots \;\;\;\;\;\;\;\!}
用一種與埃拉托斯特尼筛法頗有相通之處的證明法，他證明了對於任意{\displaystyle s>1}，
{\displaystyle \zeta (s)={\frac {1}{\left(1-{\frac {1}{2^{s}}}\right)\left(1-{\frac {1}{3^{s}}}\right)\left(1-{\frac {1}{5^{s}}}\right)\left(1-{\frac {1}{7^{s}}}\right)\left(1-{\frac {1}{11^{s}}}\right)\ldots }}=\prod _{p}{\frac {1}{1-p^{-s}}}}
此處{\displaystyle p}為全體素數。這称欧拉乘积公式的等式标志解析数论的肇始，它表明ζ函數與素數有著隱約而緊密的關係:59。19世纪的德国数学家黎曼对这一函数的性质做出了更深入的研究，他证实了通过解析延拓，{\displaystyle \zeta }函数可以被定义在复数域。由于他是认识到这一点第一人，此函数通常称黎曼ζ函數。在1859年的论文中，黎曼首先观察到ζ函數在负偶数上有零点，它们称「平凡零点」，在注意到一些规律后，他猜测ζ函數所有非平凡零点的实数部分均为1/2，也即ζ函数非平凡解都位于直線{\displaystyle {\frac {1}{2}}+t\mathbf {i} }（「临界线」）上，这便是黎曼猜想:43-44。为数不少的数学命题以黎曼猜想成立为前提，其在数学上的影响力已远超素数分佈模式一点:4。它还对密码学和物理学意义重大:4、48。
黎曼猜想是千禧年七大难题和希尔伯特的23个问题唯一一條共同问题，是150年来一直吸引数学家的难题，对它的研究极大推动了解析数论发展:362。有分析和数值方面证据支持黎曼猜想正确。例如，1914年哈代证明了ζ函數有无限多个零点的实部等于1/2:361，1989年布莱恩·康瑞（Brian Conrey）证明了ζ函數全部零点中有2/5位于临界线上，2012年这结果提升到41.28%。2004年，数学家通过计算机验证了ζ函數前1013个零点，没有找到黎曼猜想反例，但这些离真正证明黎曼猜想仍相去甚远:362。
黎曼猜想的官方陈述由恩里科·邦别里写出。

### 杨-米尔斯存在性与质量间隙

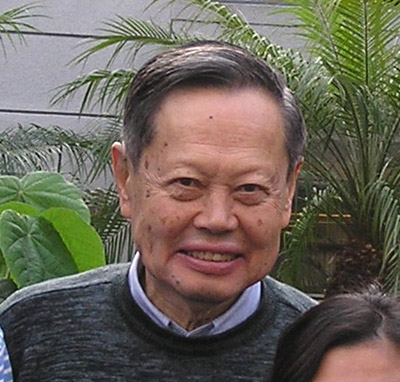
楊振寧

在物理学，楊-米爾斯理論是基于非阿贝尔群的量子规范理论:508。20世纪初，物理学家期待量子理论和经典场论两种思想可以融合:82-83。在这一方向上，最早出现的理论是英国物理学家保罗·狄拉克1927年创立的量子電動力學，简称:7，它提供了对电磁现象的量子描述，成为麦克斯韦理论的一个量子版本，能极为精确地解释电磁场和电磁力。自然而然，物理学家期待后续的理论能将电磁现象与弱力和强力一道统一起来:2。1954年杨振宁和罗伯特·米尔斯提出了楊-米尔斯理论，它是对的进一步推广:481。在此基础上统一电磁力和强弱相互作用时，物理学家发现这一理论的「无质量性」成为症结所在:88。经典杨-米尔斯理论的核心是一组非线性偏微分方程，杨-米尔斯存在性与质量间隙难题旨在证明杨-米尔斯方程组有唯一解，并且该解满足「质量间隙」这特征:90，其官方表述为：对任意紧致、单的规范群，四维欧几里得空间中的量子杨-米尔斯理论存在一个正的质量间隙:6。质量间隙问题是量子动力学理解强相互作用的理论关键，关乎理论物理学的数学基础，其解决将意味着一个数学上完整的量子规范场论的产生:5。
这问题的解决前景不甚乐观，爱德华·威滕也直言「（它）对现在而言实在太难:92。」物理学家普遍相信质量间隙存在，但至今未能找到确凿的数学和物理学证明。
杨-米尔斯存在性与质量间隙问题的官方陈述由亚瑟·贾菲和爱德华·威滕写出。

### 纳维-斯托克斯存在性与光滑性

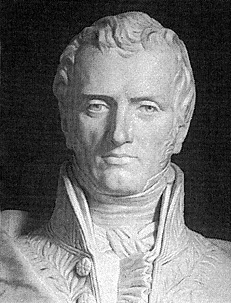
国立桥路学校內的克劳德-路易·纳维胸像

在流體力學，纳维-斯托克斯方程描述了包括空氣和水在內的流體的運動。該方程組早在1821年便由法國工程師克劳德-路易·纳维發現了，他通過引入黏度的概念而推廣了17世紀建立的歐拉方程，隨後愛爾蘭數學家喬治·斯托克斯又對其多次完善。長久以來，數學家和物理學家相信對此方程的解能解釋和預測流體行爲，但至今對它的理解也頗爲有限。具体说来，对{\displaystyle i=1,2,3}，都有如下纳维-斯托克斯方程，
{\displaystyle {\frac {\partial v_{i}}{\partial t}}+\sum _{j=1}^{3}v_{j}{\frac {\partial v_{i}}{\partial x_{j}}}=-{\frac {\partial p}{\partial x_{i}}}+\nu \sum _{j=1}^{3}{\frac {\partial ^{2}v_{i}}{\partial x_{j}^{2}}}+f_{i}({\boldsymbol {x}},t)}。
其中{\displaystyle \nabla \cdot \mathbf {v} =0}。而欲解的未知数是速度向量{\displaystyle \mathbf {v} ({\boldsymbol {x}},t)}和流体压力{\displaystyle p({\boldsymbol {x}},t)}。纳维-斯托克斯存在性与光滑性問題要求解答者证明该方程存在光滑的解。
在此问题上数学家已取得了部分成果。1934年，让·勒雷证明了方程弱解的存在性，该解满足方程均值，在每一点上则不一定。另外，给定初始条件，总能找到一个正数{\displaystyle T}，使方程在{\displaystyle [0,T)}的时间段上可解，这正数也称「爆裂时间」（blowup time）；只是一般而言由于{\displaystyle T}实在太小，这些解未必有用:150。陶哲轩在2014年2月发表了一项关于三维纳维-斯托克斯方程均值版本的爆裂时间的新成果。
纳维-斯托克斯存在性与光滑性問題的官方陳述由查尔斯·费夫曼寫出。

### 贝赫和斯维讷通-戴尔猜想
在数论和代数几何，由形如{\displaystyle y^{2}=x^{3}+ax+b}的等式定义、且没有奇点的曲线称椭圆曲线。椭圆曲线是数论研究的重要领域，例如安德魯·懷爾斯对费马大定理的证明的关键便是椭圆曲线。它在密码学和数据传输上也均有应用:181。在此一問題上，數學家關心給定一橢圓曲線，其有多少個有理解，即有多少組有理數對{\displaystyle (x,y)}滿足橢圓曲線方程。這一問題與該曲線對應的哈瑟-韦伊L函数 {\displaystyle L(C,s)}密切相關。基於計算機的數值依據，數學家布萊恩·贝赫和彼得·斯维讷通-戴尔猜想，一橢圓曲線{\displaystyle C}有無窮多有理解，當且僅當{\displaystyle L(C,s)}在{\displaystyle s=1}時取0。
有大量數值依據表明猜想正確。而在1994年前該猜想是否有意義都不甚明確，當時的數學家並不知是否存在一個合適的{\displaystyle L(C,s)}函數，使得對所有的{\displaystyle s}都有一個答數，這猜想直到1994年才作爲谷山-志村定理一個特殊形式被解決:192。近年來此問題進展不多，特別是對於橢圓曲線秩大於1的情況，數學家所知甚少。
贝赫和斯维讷通-戴尔猜想的官方陳述由安德魯·懷爾斯寫出。

## 外部連結
- （英文）